# Вила Ђардино (Терамо)
Вила Ђардино (итал. Villa Giardino) је насеље у Италији у округу Терамо, региону Абруцо.
Према процени из 2011. у насељу је живело 46 становника. Насеље се налази на надморској висини од 460 м.